# (12294) Avogadro
(12294) Avogadro (1991 PQ2) – planetoida z grupy pasa głównego asteroid okrążająca Słońce w ciągu 3,65 lat w średniej odległości 2,37 j.a. Odkryta 2 sierpnia 1991 roku.